# 阿里恰

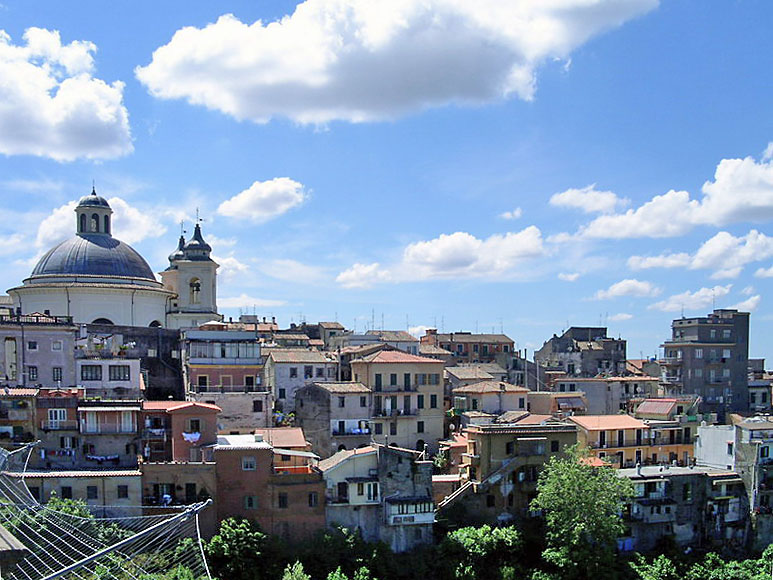
老城风景

阿里恰（義大利語：Ariccia），或译阿里奇亚，是意大利拉齐奥大区羅馬首都廣域市的一个镇，面积18平方公里，人口17,995人（2004年）。

## 友好城市
- 法國 奥弗涅地区库尔农
- 德国 利希滕费尔斯
- 英国 普雷斯特威克